# Unity (Mrs. GREEN APPLEのアルバム)
『Unity』（ユニティー）は、日本のロックバンド・Mrs. GREEN APPLEの4作目のミニアルバム。2022年7月8日にユニバーサルミュージック内のレーベル・EMI Recordsより発売された。

## 概要
- 活動再開後初の作品となる本アルバムには「フェーズ2開幕」とともにリリースされた「ニュー・マイ・ノーマル」、バンド最速となるストリーミング累計再生回数1億回を突破した「ダンスホール」、『今日、好きになりました。初虹編』主題歌となった「ブルーアンビエンス (feat. asmi)」のほか、「君を知らない」「延々」「Part of me」の全6曲が収録されている。全楽曲の作詞・作曲をボーカル・大森元貴が担当した。
- リリース前日の7月7日0時より、本アルバムの先行配信が開始された[12]。
- アルバムがリリースされた7月8日、神奈川・ぴあアリーナMMにてフェーズ2初となるライブ「Mrs. GREEN APPLE ARENA SHOW "Utopia"」を開催[13]。本公演を収録した映像作品が、同年12月14日にリリースされた[14]。

## 背景

### 「フェーズ1完結」、メンバーの脱退（2020年・2021年）
バンドのメジャーデビュー5周年となる2020年7月8日に、ベストアルバム『5』をリリースし、収録曲「Theater」ミュージックビデオを公式YouTubeチャンネルに公開。これをもって「フェーズ1完結」を宣言し、活動休止を発表した。また同日、所属事務所から独立し、ユニバーサルミュージックグループと共同で新プロジェクト「Project-MGA」を始動させることを発表。本プロジェクトは、2021年2月4日に発足した。
2月18日には、ボーカル・大森元貴のソロデビューが発表され、2月24日に1st EP『French』、8月6日に2nd EP『Midnight』を配信リリース。7月8日には、公式YouTubeチャンネルにティザーを公開し、2022年に「フェーズ2」を開幕することを発表した。
12月30日、ドラムス・山中綾華とベース・髙野清宗が同日をもってバンドを脱退することが発表された。また同日、ティザー映像が公式YouTubeチャンネルに公開された。

### 「フェーズ2開幕」（2022年）

新たに公開されたバンドロゴ

2022年3月14日、東京・渋谷のJR渋谷駅ハチ公口の大型看板と渋谷スクランブル交差点大型ビジョンをジャックして放映したティザー映像で、新しいバンドロゴを公開した。本映像は、公式YouTubeチャンネルにも公開された。

### リリースまでの背景
約1年8ヶ月の活動休止を経て「フェーズ2開幕」を宣言し、活動再開を果たした2022年3月18日、収録曲「ニュー・マイ・ノーマル」ミュージックビデオが、21時に公式YouTubeチャンネルにてプレミア公開され、5th配信限定シングルとしてリリースされた。
また同日、7月8日にミニアルバムをリリースし、一夜限りのアリーナライブを開催することを発表し、アルバムの先行予約がスタート。このほか、メンバーによるコメントとコンセプトフォトが公開され、メンバー個人のインスタグラムアカウントが開設された。
3月28日、収録曲「ダンスホール」が、情報番組『めざまし8』（フジテレビ系）テーマ曲に決定。情報番組のテーマ曲を担当するのは、2019年の『めざましどようび』テーマ曲「lovin'」以来となる。
また同日、収録曲「ブルーアンビエンス（feat. asmi）」が、ABEMAオリジナル恋愛リアリティ番組『今日、好きになりました。初虹編』主題歌に決定した。『今日、好きになりました。』の主題歌を担当するのは「点描の唄 (feat. 井上苑子)」以来2度目である。また、完全生産限定盤に付属するグッズのデザインが発表された。
4月1日、収録曲「ニュー・マイ・ノーマル」ミュージックビデオのメイキング映像が公式YouTubeチャンネルに公開された。
4月27日・28日、アルバムのキービジュアル "THE PROLOGUE PHOTO"、"THE CLIMAX PHOTO" の2種類を公開し、5月2日には、購入者特典のデザインを公開した。本アルバムは、購入チェーン別のオリジナル特典が付属する仕様となっている。5月12日には、アルバムタイトルとジャケットを公開。
5月17日、収録曲「延々」が、スマートフォン向けゲーム「炎炎ノ消防隊 炎舞ノ章」テーマ曲に決定。『炎炎ノ消防隊』とのタイアップは「インフェルノ」以来2度目である。5月18日には、ゲーム公式YouTubeチャンネルにゲームPVが公開された。本映像では、楽曲の冒頭部分を視聴することができる。5月20日には、アルバムのトラックリストが公開された。
5月24日、収録曲「ダンスホール」が先行配信された。また同日、アルバムレコーディングのオフショット映像が、公式YouTubeチャンネルに公開され、アルバムの特設サイトが開設された。6月10日、新ビジュアル公開とともに「ダンスホール」ミュージックビデオが6月下旬に公開されることが発表された。
6月13日、収録曲「ブルーアンビエンス (feat. asmi)」が先行配信された。また同日、リリース前日の7月7日にアルバムが先行配信されることが発表された。
6月21日、収録曲「ダンスホール」ミュージックビデオ公開日の発表とともに、同月25日までの5日間、ティザーフォトが連続で公開され、26日と27日には、公式YouTubeチャンネルにてティザー映像が公開された。6月28日、ミュージックビデオが公式YouTubeチャンネルにプレミア公開された。
7月7日、リリースに先駆け、アルバム全曲が先行配信された。また同日、公式YouTubeチャンネルにて「ダンスホール」ミュージックビデオのメイキング映像が公開された。

### リリース以降
7月9日、アルバムの全曲ダイジェスト映像が公式YouTubeチャンネルに公開され、7月11日には、完全生産限定盤・初回限定盤に付属するDVD内のドキュメント映像「Documentary -- The Beginning of Phase-2」のクイックティザーが公式YouTubeチャンネルに公開された。
7月12日、収録曲「延々」のコラボムービーが、ゲーム公式YouTubeチャンネルに公開された。
7月23日、ぴあアリーナMMにて開催された「Mrs. GREEN APPLE ARENA SHOW "Utopia"」より「ダンスホール」、7月30日には「ブルーアンビエンス (feat. asmi)」、8月8日には「君を知らない」、8月15日には「延々」のライブ映像が、公式YouTubeチャンネルに公開された。なお、映像は当日、WOWOWで生中継されたもの。
10月12日、収録曲「ダンスホール」が、バンド最速となるストリーミング累計再生1億回を突破した。「点描の唄 (feat. 井上苑子)」「青と夏」「インフェルノ」「僕のこと」「ロマンチシズム」に次ぐ、6曲目となるストリーミング累計再生1億回突破となった。
2023年1月20日・24日・27日・31日に、バンドの結成10周年記念の一環として、付属DVDに収録されたドキュメント映像「Documentary -- The Beginning of Phase-2」が、公式YouTubeチャンネルに公開された。
2月25日には、Zeppツアー「Mrs. GREEN APPLE Zepp Tour 2022 ゼンジン未到とリライアンス 〜復誦編〜」うち、東京・Zepp DiverCityにて開催されたファイナル公演より「ニュー・マイ・ノーマル」の公演映像が公開された。
3月18日、本アルバムのドルビーアトモスによる空間オーディオが『Unity (Expanded Edition)』として、Apple Music限定でデジタルリリースされた。本アルバムには、収録曲「ダンスホール」のインストゥルメンタルバージョンも収録されている。
2025年2月3日、収録曲「ニュー・マイ・ノーマル」が、同日オンエア開始されたみずほ銀行の新テレビCM「青い挑戦」「口座開設」篇に起用されたことが発表された。

## リリース
フェーズ1完結、メジャーデビュー5周年の日である2020年7月8日にリリースされたベストアルバム『5』以来、ちょうど2年ぶりとなるニューアルバム。ミニアルバムとしては、メジャーデビュー日である2015年7月8日リリースの『Variety』以来、ちょうど7年ぶりのリリースとなる。
完全生産限定盤・初回限定盤・通常盤の3形態でリリースされた。完全生産限定盤・初回限定盤には「ニュー・マイ・ノーマル」ミュージックビデオ、フェーズ2開幕への歩みを追ったドキュメンタリー映像「Documentary -- The Beginning of Phase-2」が収録されたDVDが付属する。
また、完全生産限定盤には、グッズとしてビッグシルエットTシャツ（ワンサイズ）とHighloopスマホストラップ&ステッカーセット（ステッカー7種）が付属し、全形態共通で後述のアリーナライブのファンクラブ会員限定先行予約に応募できるシリアルナンバーが付属する。
| 形態           | パッケージ        | 規格         | 規格品番   | 備考 |
| -------------- | ----------------- | ------------ | ---------- | --- |
| 完全生産限定盤 | BOX仕様           | CD+DVD+GOODS | UPCH-29432 | GOODS - ビッグシルエットTシャツ（ワンサイズ） - Highloopスマホストラップ&ステッカーセット（ステッカー7種） |
| 初回限定盤     | 2折デジパック仕様 | CD+DVD       | UPCH-29433 | - |
| 通常盤         | CDケース仕様      | CD           | UPCH-20620 | - |

また、本アルバムはチェーン別の購入特典も用意された。
| 対象店舗                       | 特典内容                                 |
| ------------------------------ | ---------------------------------------- |
| ユニバーサルミュージックストア | 告知ポスター（B2）＆クリアファイル（B5） |
| タワーレコード                 | ポスター タワーレコードver.（B2）        |
| HMV                            | ポスター HMV ver.（B2）                  |
| TSUTAYA                        | ポスター TSUTAYA ver.（B2）              |
| セブンネット                   | モバイルスタンドキーホルダー             |
| 楽天                           | アクリルキーホルダー                     |
| amazon                         | メガジャケ                               |
| 応援店                         | ポストカード                             |

## 収録内容
| 全作詞・作曲: 大森元貴。 |                                     |           |            |                                      |                                |      |
| #                        | タイトル                            | 作詞      | 作曲・編曲 | 編曲                                 |                                | 時間 |
| 1.                       | 「ニュー・マイ・ノーマル」          | 大森元貴  | 大森元貴   | Mrs. GREEN APPLE, 山下洋介           | ストリングスアレンジ: 山下洋介 | 4:04 |
| 2.                       | 「ダンスホール」                    | 大森元貴  | 大森元貴   | 大森元貴, 久保田真悟（Jazzin' park） | ホーンアレンジ: 久保田真悟     | 3:23 |
| 3.                       | 「ブルーアンビエンス (feat. asmi)」 | 大森元貴  | 大森元貴   | 大森元貴, 山下洋介                   |                                | 4:11 |
| 4.                       | 「君を知らない」                    | 大森元貴  | 大森元貴   | 大森元貴, 花井諒                     |                                | 4:08 |
| 5.                       | 「延々」                            | 大森元貴  | 大森元貴   | 大森元貴, 花井諒                     |                                | 3:36 |
| 6.                       | 「Part of me」                      | 大森元貴  | 大森元貴   | 花井諒, 大森元貴                     |                                | 5:33 |
| 合計時間:                | 合計時間:                           | 合計時間: | 合計時間:  | 24:55                                |                                |      |

| #         | タイトル                        | 作詞  | 作曲・編曲 | 時間 |
| --------- | ------------------------------- | ----- | ---------- | ---- |
| 7.        | 「ダンスホール (Instrumental)」 |       |            | 3:23 |
| 合計時間: | 合計時間:                       | 28:18 |            |      |

| #  | タイトル                                               | 作詞 | 作曲・編曲 | 監督     |
| -- | ------------------------------------------------------ | ---- | ---------- | -------- |
| 1. | 「ニュー・マイ・ノーマル Music Video (Album Edition)」 |      |            | 田辺秀伸 |
| 2. | 「Documentary -- The Beginning of Phase-2」            |      |            | 木村和亮 |

## クレジット
- 大森元貴
  - All Vocal, Electric Guitar & Programming
  - Chorus (#1 - 5)
- 若井滉斗：All Electric Guitar
- 藤澤涼架
  - All Keyboards
  - Acoustic Piano (#1)
  - Flute (#2)
- 森夏彦：All Electric Bass
- クラカズヒデユキ
  - All Drums
  - Gran Cassa (#6)
- 山下洋介：Programming (#1, 3)
- 須原杏、三國茉莉：Violin 1 (#1)
- 白須今、大嶋世菜：Violin 2 (#1)
- 三品芽生、世川すみれ：Viola (#1)
- 伊藤修平、渡邊雅弦：Cello (#1)
- 久保田真悟：Programming (#2)
- 吉澤達彦：Trumpet (#2)
- 半田信英：Trombone (#2)
- 橋本和也：Alto Sax, Tenor Sax, Baritone Sax (#2)
- 花井諒：Programming (#4 - 6)

## タイアップ
| 起用年 | タイトル                        | タイアップ先                                              |
| ------ | ------------------------------- | --------------------------------------------------------- |
| 2022年 | ダンスホール                    | フジテレビ系情報番組『めざまし8』テーマ曲                 |
| 2022年 | ブルーアンビエンス (feat. asmi) | ABEMA『今日、好きになりました。初虹編』主題歌             |
| 2022年 | 延々                            | スマートフォン向けゲーム「炎炎ノ消防隊 炎舞ノ章」テーマ曲 |
| 2025年 | ニュー・マイ・ノーマル          | みずほ銀行「青い挑戦」「口座開設」篇CMソング              |

## テレビ披露
| タイトル               | 番組名                                              | 放送局         | 出演日                        | 備考                                                                                                 |
| ---------------------- | --------------------------------------------------- | -------------- | ----------------------------- | --- |
| ニュー・マイ・ノーマル | ミュージックステーション 春のレジェンド曲3時間SP    | テレビ朝日系列 | 2022年4月1日                  | 「インフェルノ」「ニュー・マイ・ノーマル」の全2曲を披露。 バンドとしては約2年3ヶ月ぶりのテレビ出演。 |
| ニュー・マイ・ノーマル | CDTVライブ! ライブ! 3時間スペシャル                 | TBSテレビ系列  | 2022年4月18日                 | 「ニュー・マイ・ノーマル」「インフェルノ」「僕のこと」「青と夏」の全4曲を披露。                      |
| ダンスホール           | ミュージックステーション                            | テレビ朝日系列 | 2022年7月15日                 | テレビ初披露。                                                                                       |
| ダンスホール           | 音楽の日 2022                                       | TBSテレビ系列  | 2022年7月16日                 | 15時台の出演。また、18時台に「インフェルノ」を披露。                                                 |
| ダンスホール           | CDTVライブ! ライブ! クリスマス4時間SP               | TBSテレビ系列  | 2022年12月19日                | 「Soranji」「ダンスホール」の全2曲を披露。「ダンスホール」は、フルサイズでの歌唱。                   |
| ダンスホール           | ミュージックステーション ウルトラスーパーライブ2022 | テレビ朝日系列 | 2022年12月23日                | 21時台の出演。                                                                                       |
| ダンスホール           | 第64回 輝く! 日本レコード大賞                       | TBSテレビ系列  | 2022年12月30日                | フルサイズでの歌唱。                                                                                 |
| ダンスホール           | CDTVライブ! ライブ! 年越しスペシャル! 2022→2023     | TBSテレビ系列  | 2022年12月31日・ 2023年1月1日 | 「ダンスホール」「私は最強」の全2曲を披露。                                                          |
| ダンスホール           | NHK MUSIC EXPO 2023                                 | NHK総合        | 2023年9月14日                 | フルサイズでの歌唱。                                                                                 |
| ダンスホール           | 第74回NHK紅白歌合戦                                 | NHK総合        | 2023年12月31日                | |
| ダンスホール           | THE MUSIC DAY 2025                                  | 日本テレビ系列 | 2025年7月5日                  | 「breakfast」「ダンスホール」「ケセラセラ」の3曲を披露。                                             |